# NGC 1214
NGC 1214 је лентикуларна галаксија у сазвежђу Еридан која се налази на NGC листи објеката дубоког неба.
Деклинација објекта је - 9° 32' 39" а ректасцензија 3h 6m 56,0s. Привидна величина (магнитуда) објекта NGC 1214 износи 14,1 а фотографска магнитуда 15,0. NGC 1214 је још познат и под ознакама MCG -2-8-51, HCG 23A, PGC 11675.